# Japansk-koreanska fördraget 1910
Det Japansk-koreanska fördraget 1910 slöts mellan Japan och Korea år 1910. Det gjorde Korea till en japansk koloni. 